# Contarinia nicolayi
Contarinia nicolayi är en tvåvingeart som först beskrevs av Ewald Rübsaamen 1895.  Contarinia nicolayi ingår i släktet Contarinia och familjen gallmyggor. Inga underarter finns listade i Catalogue of Life.